# Motley
Motley és una població dels Estats Units a l'estat de Minnesota. Segons el cens del 2000 tenia 585 habitants.

## Demografia
Segons el cens del 2000, Motley tenia 585 habitants, 258 habitatges, i 167 famílies. La densitat de població era de 171,1 habitants per km².
Dels 258 habitatges en un 31,8% hi vivien nens de menys de 18 anys, en un 40,7% hi vivien parelles casades, en un 19% dones solteres, i en un 34,9% no eren unitats familiars. En el 31% dels habitatges hi vivien persones soles el 16,3% de les quals corresponia a persones de 65 anys o més que vivien soles. El nombre mitjà de persones vivint en cada habitatge era de 2,25 i el nombre mitjà de persones que vivien en cada família era de 2,73.
Per edats la població es repartia de la següent manera: un 27,7% tenia menys de 18 anys, un 10,8% entre 18 i 24, un 24,8% entre 25 i 44, un 18,6% de 45 a 60 i un 18,1% 65 anys o més.
L'edat mediana era de 33 anys. Per cada 100 dones de 18 o més anys hi havia 75,5 homes.
La renda mediana per habitatge era de 23.438 $ i la renda mediana per família de 29.659 $. Els homes tenien una renda mediana de 24.063 $ mentre que les dones 18.824 $. La renda per capita de la població era de 12.220 $. Entorn del 19,2% de les famílies i el 18,9% de la població estaven per davall del llindar de pobresa.

## Poblacions més properes
El següent diagrama mostra les poblacions més properes.